# Svinica (přírodní památka)
Svinica je přírodní památka v katastrálním území obcí Trenčianske Jastrabie a Veľká Hradná v okrese Trenčín v Trenčínském kraji na Slovensku. Území bylo vyhlášeno v roce 1983 a jeho rozloha je 2,03 hektaru. Předmětem ochrany je zachovalý horský potok a jeho břehové porosty.